# Patrick Peterson
Patrick De'mon Peterson (Fort Lauderdale, 11 luglio 1990) è un ex giocatore di football americano statunitense che ha militato nel ruolo di cornerback nella National Football League (NFL).
Fu scelto come quinto assoluto nel Draft NFL 2011 dagli Arizona Cardinals. Al college ha giocato a football a Louisiana State.

## Carriera

### Arizona Cardinals

#### Stagione 2011
Peterson, dopo essere stato scelto nel Draft dai Cardinals come quinto assoluto, firmò un contratto quadriennale da 18,5 milioni di dollari. Segnò il suo primo touchdown, stabilendo il record di franchigia dei Cardinals, con un ritorno dal punt da 89 yard nell'ultimo quarto che portò in vantaggio Arizona, permettendogli di battere i Carolina Panthers 28-21 nel primo turno, il 1º settembre 2011.
Peterson segnò il suo secondo touchdown su un ritorno di punt da 82 yard alla fine del secondo quarto permettendo ad Arizona di consolidare il vantaggio sui Baltimore Ravens nella settimana 8, il 30 ottobre 2011. Il 6 novembre 2011, compì una delle giocate più eccitanti della stagione: ricevette il punt sulla linea delle 1 yard, evitò diversi placcaggi e segnò uno spettacolare touchdown su un ritorno da 99 yard. Nella stessa partita, Peterson intercettò anche un passaggio di Sam Bradford diretto a Brandon Lloyd.
Il 27 novembre 2011, Peterson pareggiò il record NFL stagionale per il numero di punt ritornati in touchdown (4) contro i St. Louis Rams.
A fine stagione, Peterson fu selezionato per il Pro Bowl, fu l'unico rookie ad essere inserito nella formazione ideale della stagione, come specialista sui ritorni, e votato al 55º posto nella NFL Top 100, l'annuale classifica dei migliori cento giocatori della stagione.

#### Stagione 2012

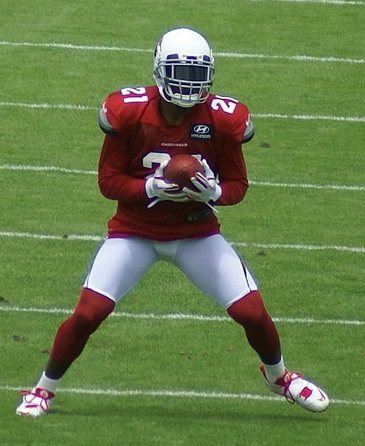
Peterson nel 2012.

Nella seconda gara della stagione 2012, mise a segno un intercetto su Tom Brady contribuendo all'insperata vittoria dei Cardinals sui New England Patriots. Nella settimana 5 giunse la prima sconfitta stagionale di Arizona ad opera dei rivali di division dei St. Louis Rams con Peterson che mise a referto il secondo intercetto stagionale su Sam Bradford. I Cardinals persero anche nella settimana 6 contro i Buffalo Bills con Patrick che intercettò il terzo passaggio dell'anno ai danni di Ryan Fitzpatrick. Il quarto intercetto Patrick lo mise a segno nella settimana 12 ancora su Bradford e il quinto sette giorni dopo su Mark Sanchez dei New York Jets.
Nella disastrosa sconfitta della settimana 14 contro i Seattle Seahawks (58-0), Peterson totalizzò il suo sesto intercetto su Russell Wilson, il primo subito in casa dal giocatore in carriera. Nel turno successivo contro i Detroit Lions vi fu il quarto intercetto consecutivo, con la squadra che interruppe una striscia di nove sconfitte consecutive. Il 26 dicembre fu convocato per il secondo Pro Bowl in carriera e a fine anno fu posizionato al numero 33 nella classifica dei migliori cento giocatori della stagione.

#### Stagione 2013
Nella settimana 4 della stagione 2013, Peterson mise a segno i primi due intercetti stagionali sul quartertback rookie dei Tampa Bay Buccaneers Mike Glennon, contribuendo in maniera decisiva alla vittoria della sua squadra. Per questa prestazione fu premiato come miglior difensore della NFC della settimana. La sua annata si concluse con 42 tackle e 3 intercetti, venendo convocato per il terzo Pro Bowl in carriera e inserito nel First-team All-Pro, la prima volta nel ruolo di cornerback. Fu inoltre fu votato al 22º posto nella NFL Top 100 dai suoi colleghi.

#### Stagione 2014
Il 29 luglio 2014, Peterson firmò un rinnovo contrattuale di cinque anni coi Cardinals del valore di 70 milioni di dollari, 48 milioni dei quali garantiti, che lo resero il cornerback più pagato della lega, superando Richard Sherman dei Seahawks. I primi due intercetti li mise a segno solamente nella settimana 10 su Austin Davis dei Rams, ritornandone uno per 30 yard in touchdown, nella vittoria di Arizona che salì a un record di otto vittorie e una sola sconfitta. Per questa prestazione fu premiato come miglior difensore della NFC della settimana. Il terzo intercetto lo fece registrare su Shaun Hill dei Rams nella vittoria della gara del giovedì notte del quindicesimo turno. Il 23 dicembre fu convocato per il quarto Pro Bowl in carriera. Per la prima volta in carriera si qualificò per i playoff, dove Arizona fu eliminata nel primo turno dai Panthers.

#### Stagione 2015

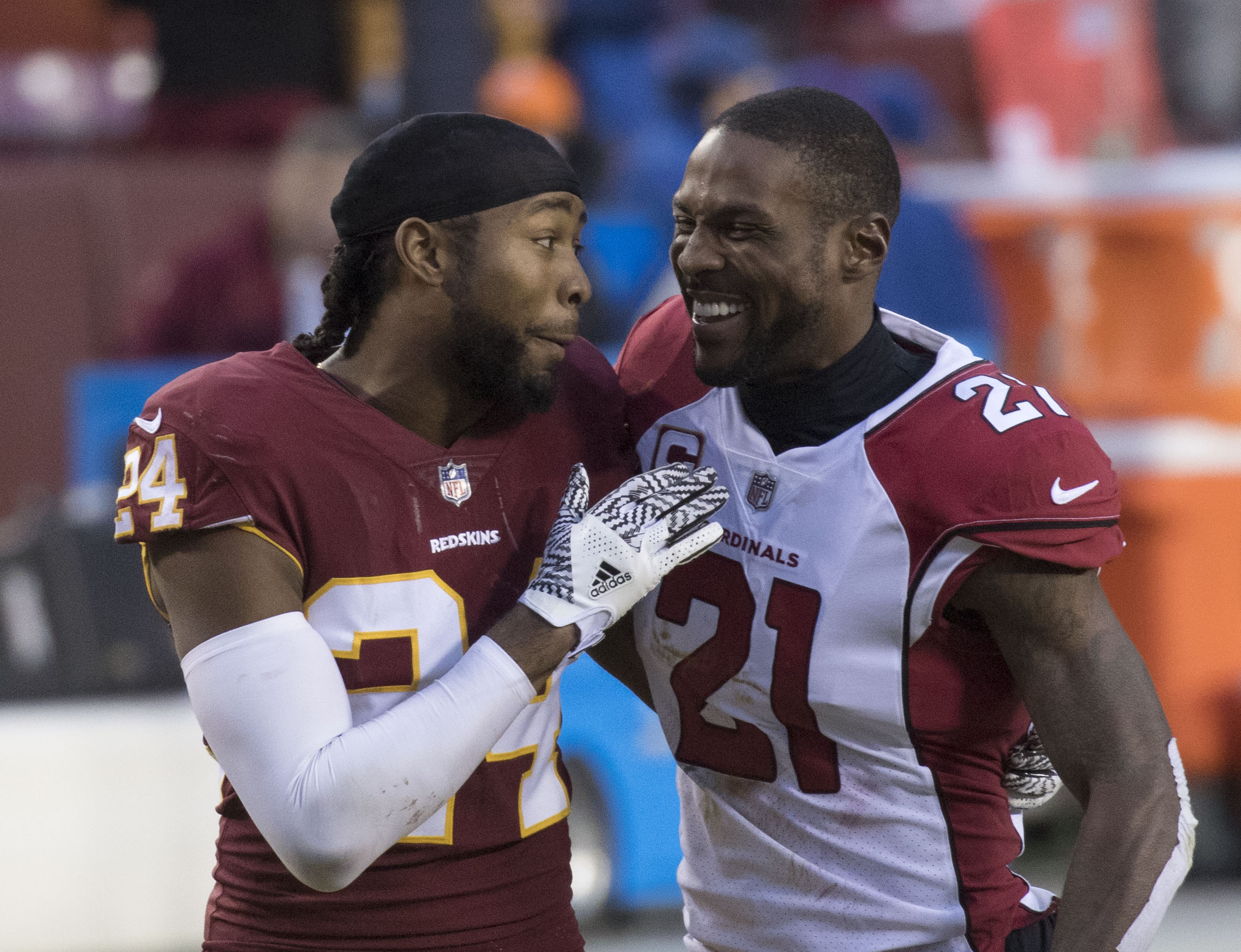
Peterson con Josh Norman nel 2017

Nel 2015, Peterson fu convocato per il quinto Pro Bowl in carriera ed inserito nel First-team All-Pro dopo avere terminato con 35 tackle, 2 intercetti e il primo fumble forzato in carriera nella gara della settimana 13 contro i Rams. Arizona tornò a vincere la propria division per la prima volta dal 2009 con un record di 13-3, il migliore della sua storia. La squadra arrivò sino in finale di conference, dove fu sconfitta da Carolina.

#### Stagione 2016
Nel 2016, Peterson fu convocato per il sesto Pro Bowl consecutivo dopo essere sceso in campo come titolare in tutte le 16 partite per la settima stagione consecutiva, chiudendo con 51 tackle, 3 intercetti e 6 passaggi deviati.

#### Stagione 2017
Il primo intercetto della stagione 2017 Peterson lo mise a segno nella settimana 11 su Tom Savage degli Houston Texans a una sola mano.  A fine stagione fu convocato per il suo settimo Pro Bowl.

#### Stagione 2019
Peterson nel 2019 fu squalificato per le prime sei partite della stagione per avere fallito un test antidoping. Tornò in campo nella settimana 7 mettendo a segno un sack su Daniel Jones dei New York Giants. Nel quindicesimo turno contro i Cleveland Browns mise a segno un intercetto, 3 passaggi deviati e 7 tackle, venendo premiato come difensore della NFC della settimana per la prima volta dal 2014.

### Minnesota Vikings
Il 17 marzo 2021 Peterson firmò con i Minnesota Vikings un contratto annuale del valore di 10 milioni di dollari. Iniziò la prima stagione con la nuova maglia come cornerback titolare e iniziò come partente nelle prime sei partite prima di essere inserito in lista infortunati prima della settimana 7 per un problema a un tendine del ginocchio il 18 ottobre. Fu la prima volta in dieci anni di carriera che fu costretto a saltare una partita per infortunio. Tornò nel roster attivo il 20 novembre.
Il 30 marzo 2022 Peterson rifermò con i Vikings. Il 13 novembre mise a segno due intercetti su Josh Allen contro i Buffalo Bills nella vittoria per 33-30 ai tempi supplementari, il secondo dei quali chiuse la partita.

### Pittsburgh Steelers
Il 13 marzo 2023 Peterson firmó con i Pittsburgh Steelers un contratto biennale del valore di 14 milioni di dollari.
Dopo essere rimasto senza squadra per tutta la stagione 2024, l'11 aprile 2025 Peterson annunciò che avrebbe firmato un contratto di un giorno per ritirarsi come membro dei Cardinals.

## Palmarès
- Convocazioni al Pro Bowl: 8

2011, 2012, 2013, 2014, 2015, 2016, 2017, 2018
- First-Team All-Pro: 3

2011, 2013, 2015
- Difensore della NFC della settimana: 3

4ª del 2013, 10ª del 2014, 15ª del 2019
- PFWA All-Rookie Team - 2011
- Chuck Bednarik Award (2010)
- Jim Thorpe Award (2010)
- Formazione ideale della NFL degli anni 2010